# 希瑟·玛塔拉佐
海瑟·克莉絲汀娜·瑪麗·瑪塔拉佐（1982年11月10日—）是一位美国女演员。她的电影作品包括《欢迎光临娃娃屋》(1995)，《公主日记》(2001)，《公主日记之皇家婚约》(2004)，《魔鬼代言人》(1997)，《惊声尖叫3》(2000)，《浪男队》(2002)，《高校六甲生》(2004)和《人皮客栈2》(2007)。

## 早年生活
玛塔拉佐出生和成长于紐約州納蘇縣，母亲Camille是家庭主妇，父亲Ray Matarazzo是一家面包店的经理。玛塔拉佐是爱尔兰后裔，她被一个严格的信仰天主教的意大利裔美国人家庭收养长大。

## 个人生活
玛塔拉佐是公开的女同性恋。2008年7月31日，玛塔拉佐的公关宣布她和音乐家卡洛琳·莫菲(Caroline Murphy)订婚。她们后来友好的分手。2018年1月11日，玛塔拉佐向她的女友喜剧演员和作家海瑟·圖曼(Heather Turman)求婚。